# Miệng
Miệng, khoang miệng (oral cavity, buccal cavity) hay mồm, khẩu, mỏ là phần đầu tiên của hệ tiêu hóa có chức năng nhận thức ăn và bắt đầu tiêu hóa bằng cách nghiền nát cơ học thức ăn thành kích thước nhỏ hơn và trộn với nước miếng. Ngoài chức năng là nơi bắt đầu tiếp nhận và tiêu hóa thức ăn, ở người, miệng còn đóng vai trò giao tiếp. Dù giọng nói được tạo ra ở cổ họng, lưỡi, môi và hàm cũng có vai trò tạo ra một phạm vi âm thanh nhất định, trong đó gồm có ngôn ngữ.

## Miệng con người

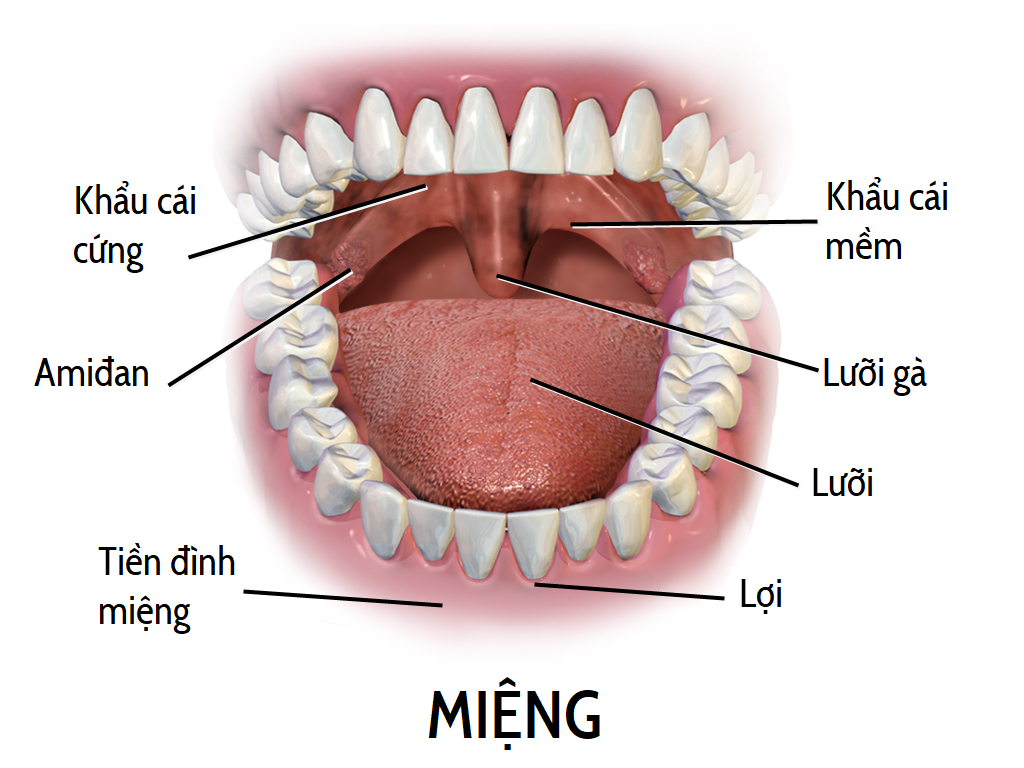
Các phần của miệng.

Miệng con người là một kiểu hang chứa lưỡi và răng. Nó bị giới hạn bởi đôi môi, trong khi đó ở lối ra của nó, miệng liên kết với các đường dẫn vào đường tiêu hóa và vào đến phổi. Vì mối quan hệ với hai hệ thống cơ thể bậc nhất này, miệng chắc chắn có liên quan với cả sự tiêu hóa lẫn quá trình hô hấp.
Chính đôi môi đem lại cho miệng sự biểu hiện của nó. Chúng được tạo nên từ các sợi cơ rải rác có các mô đàn hồi và được cung cấp rất nhiều dây thần kinh làm cho đôi môi vô cùng nhạy cảm. Bao phủ đôi môi là một dạng thay đổi của da, là một kiểu cấu trúc trung gian giữa da thật bao phủ mặt và màng lót bên trong của miệng. Không giống như da thật, da môi không có lông, tuyến mồ hôi hoặc tuyến tiết bã nhờn.
Miệng được lót bằng màng nhầy (niêm mạc), chứa đựng các tuyến sản xuất chất dịch trong hơi dính được gọi là niêm dịch. Sự tiết ra liên tục của các tuyến này giữ cho bên trong miệng thường xuyên ẩm ướt, được giúp đỡ bởi hoạt động của các tuyến nước bọt. Niêm mạc lót trong hai má nhận lãnh mức độ hao mòn rất lớn và có khả năng tái sinh đặc biệt.
Hướng về phía trước miệng, ở phía trên là vòm miệng cứng (hard palate) còn vòm miệng mềm (soft palate) hướng về phía sau. Vòm cứng do đáy xương hàm trên tạo thành, cho phép lưỡi ép vào bề mặt vững chắc và vì vậy làm cho thức ăn được pha trộn và làm mềm. Độ mềm của vòng cần thiết vì nó có thể di chuyển về phía trên khi thức ăn được nuốt và như vậy ngăn chặn thức ăn khỏi bị ép lên đi vào mũi và các đường đi vào mũi ở phía sau miệng
Thòng xuống từ trung tâm của vòm mềm là một miếng mô gọi là lưỡi gà (Uvula). Chức năng chính xác của nó là một điều bí mật, nhưng một số ý kiến cho rằng nó tạo thành một miếng bịt có hiệu quả ở các đường khí khi thức ăn được nuốt vào, vì vậy ngăn cản sự nghẹt thở. 